# 서비스형
서비스형 또는 애즈 어 서비스(*aaS, as a service)는 내부 또는 외부 고객에게 무언가가 서비스로 제공되는 비즈니스 모델이다. 애즈 어 서비스 제품은 고객/소비자가 일반적으로 API 기반으로 인터페이스할 수 있는 엔드포인트를 제공하지만 일반적으로 사용자 웹 브라우저의 웹 콘솔을 통해 제어할 수 있다. XaaS라는 용어는 "서비스로서의 모든 것"(anything as a service)을 의미할 수 있다.
내부적으로 이러한 복잡한 시스템은 일반적으로 다양한 수준의 내결함성 및 복원력, 사용자가 서비스에 제출하는 워크로드의 용량 및 성능 요구 사항을 충족하기 위해 확장/축소할 수 있는 기능을 제공하는 높은 수준의 내부 자동화를 보유하고 있다. 이 자동화 패키지에 가장 일반적으로 포함되는 IaaS(Infrastructure as a Service) 기능은 컴퓨팅, 스토리지, 네트워크, 원격 측정 및 로깅/책임 기능이지만 대부분의 IaaS 구성 요소는 워크로드의 일부를 이러한 서비스에 의존한다. 현재 클라우드 컴퓨팅 에코시스템에는 여러 클라우드 제공업체가 포함되어 있으며, 각 제공업체는 고객이 온디맨드 방식으로 사용할 수 있도록 자체적인 서비스 메뉴를 제공하거나 경우에 따라 사전 범위의 용량 계약을 통해 사용할 수도 있다.
AAS 서비스에는 다음과 같은 기능이 있다.
1. 라이선스 비용이 거의 또는 전혀 없는 오픈 소스 프로젝트를 기반으로 한다.
2. 작업/역할을 수행하는 데 사람의 개입이 거의 또는 전혀 필요하지 않다.
3. 필요한 레벨/볼륨에 따라 확장 또는 축소될 수 있다.
4. 클라우드 공급자가 내부적으로 유지 관리하고 지원한다.
5. 다른 IaaS 작업 및 서비스에서 재사용하기 위해 소모 가능한 리소스를 사용한다.

AAS 서비스를 사용하면 기존 공급업체가 제공하는 인프라 및 서버 기반 동등성에 비해 상당한 비용 절감을 제공할 수 있다. XaaS를 결정할 때 다른 유사한 오픈 소스 프로젝트보다 더 제한될 수 있는 공급업체별 잠금 기능을 고려해야 한다.

## 예시
- 서비스형 블록체인(BaaS)
- 데스크톱 가상화(DaaS)
- 서비스형 함수(FaaS)
- 서비스형 게임(GaaS)
- 서비스형 인프라스트럭처(IaaS)
- 서비스형 플랫폼(PaaS)
- 서비스형 보안(SaaS)
- 서비스형 소프트웨어(SaaS)

## 같이 보기
- 클라우드 컴퓨팅

| Disambiguation icon | 이 문서는 명칭이 같고 같은 종류에 속하는 여러 대상을 연결하는 색인 문서입니다. |